# Mikrovalovni pristajalni sistem
Mikrovalovni pristajalni sistem (ang.microwave landing system - MLS ) je sistem za precizno pristajanje v vseh vremenskih pogojih. Zasnovan je bil kot naslednik ali pa alternativa ILS-u. MLS ima določene prednosti, kot npr. večje število kanalov za manjšo radijsko interferenco z drugimi letališči, zaseda majhen prostor in omogoča pristanke iz širšega območja v primerjavi z ILS.
NASA je za pristanek raketoplana Space Shuttle uporabljala podoben sistem Microwave Scanning Beam Landing System.
Kljub temu, da so nekateri MLS sistemi so postali operativni v 1990ih, ni prišlo do široke uporabe. Novejši GPSi s sistemom za izboljšanje natančnosti WAAS ponujajo praktično enako natančnost brez uporabe kakršnekoli opreme na letališču. GPS/WAAS ima natančnosti primerljivo z ILS Kategorija I, vendar pa manj kot Kategorija II in III.